# Лойо, Шериф
Шериф Лойо (серб. Шериф Лојо / Šerif Lojo; 1920, Брод — 5 июня 1943, Боровно) — югославский партизан, участник Народно-освободительной войны Югославии, Народный герой Югославии.

## Биография
Родился в 1920 году в Броде близ Фочи, в бедной семье. Окончил начальную школу в Фоче, после чего устроился работать на сталелитейный завод в Дрине. До начала войны оставался там. В 1942 году вступил в партизанское движение, служил в 1-й пролетарской ударной бригаде, Крагуевацком батальоне, Фочанской молодёжной роте. Боевое крещение принял в битве с чётниками на дороге Мечеча–Перушичи–Дуб близ Рогатицы. В 1942 году вступил в КПЮ.
Прославился в битвах за Кониц (нападение на казарму), за Бугойно (ночь с 20 на 21 июля) и за Ливно: в ночь с 4 на 5 августа его рота взяла монастырь, выбив оттуда усташей, а Шериф расчищал дорогу партизанам. Также он отличился в битве за Ситницу в ноябре 1942 года, в битве против усташско-нацистских войск при Горни-Вакуфе 4 марта 1943, в рейде на позиции чётников близ Буквиц в ночь с 19 на 20 марта 1943, в захвате Крчиной горы перед форсированием Дрины и в разгроме итальянских сил при Капке. В битве на Сутьеске 26 мая его рота отбила атаку немцев близ Узлупа на реке Тара, что позволило переправить раненых через реку.
Погиб 5 июня 1943 близ Боровно вместе с 15 бойцами во время штурма немецких позиций: сражён пулемётным огнём солдат вермахта, занявших Кошур. 20 декабря 1951 посмертно награждён званием Народного героя Югославии.